# Дреніца (футбольний клуб)
Футбольний клуб «Дреніца» або просто ФК «Дреніца» (алб. Klub Futbollistik Drenica Skënderaj; KF Drenica) — професіональний косовський футбольний клуб із міста Скендерай.

## Історія
Команду було засновано в 1958 році й переважно вона виступала в нижчих лігах югославського чемпіонату. У 2001 році команда потрапила до вищого дивізіону і з того часу почала регулярно виступати у Райфайзен Суперлізі Косова.
У 2006 році команда дійшла до фіналу Кубку Косова.

## Досягнення
- Кубок Косова
  -  Фіналіст (1): 2006

## Відомі тренери
- Вальдет Шоши (2005—2008)
- Фаділь Рама (2008—2009)
- Тахір Луштаку (2009—2013)
- Більбіль Соколі (липень 2013)
- Фаділь Рама (2013)
- Афрім Яшарі (2016/17–теп.час)